# Generalquittung
Eine Generalquittung ist eine einseitige Erklärung mit dem Inhalt, dass mit Erteilung der Generalquittung sämtliche Ansprüche des Erklärenden gegenüber dem Erklärungsempfänger erledigt sind. Die Generalquittung taucht auch in der Variante der Vereinbarung auf, dann typischerweise mit dem Inhalt, dass sämtliche gegenseitige zwischen den beteiligten beiden Personen bestehende Ansprüche erledigt sind.

## Rechtscharakter
Eine Generalquittung ist eine auslegungsbedürftige Willenserklärung im Sinne von § 133, § 157 BGB, die vor allem im hanseatischen Raum zur Beendigung von Streitigkeiten und Schaffung klarer Verhältnisse gebräuchlich ist.
Die Erteilung einer Generalquittung kann weitreichende Rechtsfolgen haben. Sie kann – vergleichbar der im Arbeitsrecht verbreiteten Ausgleichsquittung – neben der Wissenserklärung, eine Leistung tatsächlich erbracht bzw. empfangen zu haben (Quittung), zugleich ein Angebot zum Abschluss eines Erlassvertrages, eine Verzichtserklärung oder ein negatives Schuldanerkenntnis enthalten und damit eine Verfügung über eine bestehende Forderung darstellen.
Eine Generalquittung in einem Vergleich, insbesondere im Falle von dessen gerichtlicher Protokollierung, soll im Interesse des Rechtsverkehrs klare Verhältnisse schaffen und künftigen Streitigkeiten vorbeugen. Sie erfasst grundsätzlich auch bereits titulierte Ansprüche der Parteien.

## Varianten
In entsprechenden Kreisen, typischerweise also unter Kaufleuten, wird tatsächlich der Begriff "Generalquittung" so verwendet, es wird also beispielsweise formuliert:

„Hiermit erteile ich der Firma X Generalquittung, kann also gegenüber der Firma X keinerlei Ansprüche, gleich aus welchem Rechtsgrund, mehr geltend machen.“

In ihrer anderen Form tritt die Generalquittung als Vereinbarung zwischen zwei Personen auf, beispielsweise wie vorstehend ausgeführt im Rahmen des Abschlusses eines Vergleichs, bei dem die Parteien dann sicherstellen wollen, dass mit dessen Abschluss wirklich alles zwischen ihnen erledigt ist und keiner mehr Ansprüche gegen den anderen hat, auch wenn sich solche Ansprüche auf Aspekten begründen, die gegenwärtig niemand bedenkt.
In solchen Fällen werden dann Formulierungen wie die Folgende gewählt:

„Die Parteien sind sich einig, dass mit Abschluss dieser Vereinbarung sämtliche zwischen ihnen bestehenden Ansprüche gleich aus welchem Rechtsgrund, seien sie bekannt oder unbekannt, gegenwärtig oder zukünftig, bedingt, betagt oder befristet, abgegolten und erledigt sind.“

Teilweise wird eine solche Generalquittung sachlich oder zeitlich begrenzt, beispielsweise durch den Zusatz "in Bezug auf das Schadensereignis vom 31. Dezember 2019" oder "soweit diese Ansprüche erstmalig vor dem Ablauf des Jahres 2022 entstanden sind".